# (4501) Eurypylos
(4501) Eurypylos ist ein Asteroid aus der Gruppe der Jupiter-Trojaner. Damit werden Asteroiden bezeichnet, die auf den Lagrange-Punkten auf der Bahn des Jupiter um die Sonne laufen. (4501) Eurypylos wurde am 4. Februar 1989 vom belgischen Sternforscher Eric Walter Elst in der ESO’s La Silla Sternwarte entdeckt. Er ist dem Lagrangepunkt L4 zugeordnet.
Der Asteroid ist nach dem legendären König Eurypylos von Mysien, dem Verbündeten der Trojaner benannt.